# Kein Licht
Kein Licht (2011/2012/2017) est un Thinkspiel pour acteurs, chanteurs, musiciens et musique électronique en temps réel composé par Philippe Manoury sur un livret de Nicolas Stemann, d'après un texte de Elfriede Jelinek. L'œuvre a été commandé au compositeur par l'Opéra Comique et jouée pour la première fois le 25 août 2017 au festival Ruhrtriennale, en Allemagne.
Le livret aborde, inspiré par la catastrophe de Fukushima, de « l'énergie atomique, du réchauffement climatique, et de notre capacité à nous en abstraire, à les ignorer délibérément ».